# ماريانا تولو
ماريانا تولو (بالإنجليزية: Marianna Tolo)‏ مواليد 2 يوليو 1989 في كوينزلاند، هي لاعبة كرة سلة أسترالية. بدأت مسيرتها الاحترافية في سنة 2006. يبلغ طولها 6 قدم 5 بوصة (2.0 م). مثلت منتخب بلادها. شاركت في دورة الألعاب الأولمبية الصيفية سنة 2016. حققت المركز الثالث في كأس العالم لكرة السلة للسيدات 2014. لعبت مع نادي بورجيز لكرة السلة للسيدات ولوس أنجلوس سباركس.

## سجل المنافسة
شاركت في المنافسات التالية:
- الألعاب الأولمبية الصيفية 2016
- كأس العالم لكرة السلة للسيدات 2014

## الميداليات
| الميدالية | المسابقة                           |
| --------- | ---------------------------------- |
| برونزية   | كأس العالم لكرة السلة للسيدات 2014 |

## روابط خارجية
- ماريانا تولو على موقع الاتحاد الدولي لكرة السلة (الإنجليزية)
- ماريانا تولو على موقع الاتحاد الوطني لكرة السلة النسائية (الإنجليزية)
- ماريانا تولو على موقع كرة السلة الأوروبية.كوم (الإنجليزية)
- ماريانا تولو على موقع بروبوليرز (الإنجليزية)
- ماريانا تولو على موقع سبورتس رفرنس (الإنجليزية)
- ماريانا تولو على موقع سبورتس رفرنس (الإنجليزية)
- ماريانا تولو على موقع اللجنة الأولمبية الدولية (الإنجليزية)
- ماريانا تولو على موقع أوليمبيديا (الإنجليزية)
- ماريانا تولو على موقع اللجنة الأولمبية الأسترالية (الإنجليزية)